# Cerithiopsis
Cerithiopsis är ett släkte av snäckor som beskrevs av Forbes och Sylvanus Charles Thorp Hanley 1850. Cerithiopsis ingår i familjen Cerithiopsidae.

## Dottertaxa tillCerithiopsis, i alfabetisk ordning[1][2]
- Cerithiopsis abruptum
- Cerithiopsis albovittata
- Cerithiopsis alcima
- Cerithiopsis althea
- Cerithiopsis antefilosum
- Cerithiopsis antemunda
- Cerithiopsis apicinum
- Cerithiopsis ara
- Cerithiopsis argenteum
- Cerithiopsis arnoldi
- Cerithiopsis aurea
- Cerithiopsis bakeri
- Cerithiopsis barleii
- Cerithiopsis benthicum
- Cerithiopsis berryi
- Cerithiopsis bicolor
- Cerithiopsis bristolae
- Cerithiopsis carpenteri
- Cerithiopsis cesta
- Cerithiopsis charlottensis
- Cerithiopsis columna
- Cerithiopsis cosmia
- Cerithiopsis costulatum
- Cerithiopsis crystallinum
- Cerithiopsis cynthia
- Cerithiopsis decorum
- Cerithiopsis diegensis
- Cerithiopsis diomedeae
- Cerithiopsis docata
- Cerithiopsis elima
- Cerithiopsis eliza
- Cerithiopsis elsa
- Cerithiopsis emersonii
- Cerithiopsis exile
- Cerithiopsis flava
- Cerithiopsis fraseri
- Cerithiopsis fusiformis
- Cerithiopsis gemmulosa
- Cerithiopsis georgianum
- Cerithiopsis gloriosa
- Cerithiopsis greenii
- Cerithiopsis grippi
- Cerithiopsis halia
- Cerithiopsis hero
- Cerithiopsis honora
- Cerithiopsis ingens
- Cerithiopsis io
- Cerithiopsis iontha
- Cerithiopsis iota
- Cerithiopsis jeffreysi
- Cerithiopsis kinoi
- Cerithiopsis lata
- Cerithiopsis latum
- Cerithiopsis leipha
- Cerithiopsis martensii
- Cerithiopsis merida
- Cerithiopsis metaxae
- Cerithiopsis montereyensis
- Cerithiopsis movilla
- Cerithiopsis onealensis
- Cerithiopsis oxys
- Cerithiopsis paramoea
- Cerithiopsis pedroana
- Cerithiopsis pesa
- Cerithiopsis petala
- Cerithiopsis porteri
- Cerithiopsis pulchellum
- Cerithiopsis pupa
- Cerithiopsis rowelli
- Cerithiopsis rugulosum
- Cerithiopsis serina
- Cerithiopsis signa
- Cerithiopsis sigsbeanum
- Cerithiopsis stejnegeri
- Cerithiopsis stephensae
- Cerithiopsis subgloriosa
- Cerithiopsis subulata
- Cerithiopsis truncatum
- Cerithiopsis tubercularis
- Cerithiopsis tuberculatus
- Cerithiopsis tumida
- Cerithiopsis vanhyningi
- Cerithiopsis vicola
- Cerithiopsis virginica
- Cerithiopsis vitreum